# Campionati italiani di duathlon sprint del 2009
I Campionati italiani di duathlon sprint del 2009 (II edizione) sono stati organizzati dalla Federazione Italiana Triathlon e si sono tenuti a Rimini in Emilia-Romagna, in data 18 aprile 2009.
Tra gli uomini ha vinto Alex Ascenzi ( Fiamme Azzurre), mentre la gara femminile è andata a Annamaria Mazzetti ( Fiamme Oro).

## Risultati

### Élite uomini
| Pos. | Atleta                    | Società sportiva      | Corsa    | Bici     | Corsa    | Totale   |
| ---- | ------------------------- | --------------------- | -------- | -------- | -------- | -------- |
|      | Alex Ascenzi              | Fiamme Azzurre        | 00:15:26 | 00:31:30 | 00:06:21 | 00:53:17 |
|      | Massimo De Ponti          | Carabinieri           | 00:15:31 | 00:31:30 | 00:06:20 | 00:53:21 |
|      | Giuseppe Ferraro          | Carabinieri           | 00:15:28 | 00:31:44 | 00:06:14 | 00:53:26 |
| 4    | Matteo Pigoni             | Podistica MDS         | 00:15:24 | 00:31:38 | 00:06:26 | 00:53:28 |
| 5    | Gabriele Patrizio Roggero | Junior Triathlon Asti | 00:15:32 | 00:31:30 | 00:06:28 | 00:53:30 |
| 6    | Alessandro Fabian         | Carabinieri           | 00:15:27 | 00:31:34 | 00:06:33 | 00:53:34 |
| 7    | Alessio Picco             | T.D. Rimini           | 00:15:29 | 00:31:34 | 00:06:34 | 00:53:37 |
| 8    | Davide Uccellari          | CUS Parma Medel       | 00:15:30 | 00:31:42 | 00:06:25 | 00:53:37 |
| 9    | Daniel Hofer              | Carabinieri           | 00:15:30 | 00:31:39 | 00:06:31 | 00:53:40 |
| 10   | Andrea Secchiero          | Protek Triathlon Rho  | 00:15:32 | 00:31:40 | 00:06:30 | 00:53:42 |
| 11   | Giuseppe Carella          | Jhonny Tri Forhans    | 00:15:36 | 00:31:38 | 00:06:28 | 00:53:42 |
| 12   | Alberto Piacentini        | Podistica MDS         | 00:15:33 | 00:31:36 | 00:06:36 | 00:53:45 |
| 13   | Andrea Vizzardelli        | DDS                   | 00:15:40 | 00:31:25 | 00:06:41 | 00:53:46 |
| 14   | Fabio Guidelli            | Jhonny Tri Forhans    | 00:15:33 | 00:31:35 | 00:06:39 | 00:53:47 |
| 15   | Piergiorgio Conti         | T.D. Rimini           | 00:15:53 | 00:31:13 | 00:06:41 | 00:53:47 |
| 16   | Alessandro Brustia        | Poletti               | 00:16:09 | 00:30:54 | 00:06:45 | 00:53:48 |
| 17   | Marco Prati               | CUS Parma Medel       | 00:16:03 | 00:31:08 | 00:06:38 | 00:53:49 |
| 18   | Francesco Zampolini       | Triathlon Carrara     | 00:16:04 | 00:31:05 | 00:06:42 | 00:53:51 |
| 19   | Fabrizio Pellizzoni       | Triathlon Pavese      | 00:15:47 | 00:31:29 | 00:06:36 | 00:53:52 |
| 20   | Giulio Molinari           | Carabinieri           | 00:15:49 | 00:31:15 | 00:06:48 | 00:53:52 |

### Élite donne
| Pos. | Atleta                 | Società sportiva             | Corsa    | Bici     | Corsa    | Totale   |
| ---- | ---------------------- | ---------------------------- | -------- | -------- | -------- | -------- |
|      | Annamaria Mazzetti     | Fiamme Oro                   | 00:18:01 | 00:36:42 | 00:07:28 | 01:02:11 |
|      | Martina Dogana         | Triathlon Cremona Stradivari | 00:18:12 | 00:36:34 | 00:07:26 | 01:02:12 |
|      | Maria Alfonsa Sella    | T.D. Rimini                  | 00:18:10 | 00:36:40 | 00:07:26 | 01:02:16 |
| 4    | Laura Giordano         | Silca Ultralite              | 00:17:29 | 00:37:34 | 00:07:15 | 01:02:18 |
| 5    | Marta Gaiardelli       | Fiamme Azzurre               | 00:18:11 | 00:36:29 | 00:07:39 | 01:02:19 |
| 6    | Daniela Chmet          | Fiamme Oro                   | 00:18:14 | 00:36:40 | 00:07:52 | 01:02:46 |
| 7    | Irma Ventura           | Triathlon Cremona Stradivari | 00:18:37 | 00:37:37 | 00:07:41 | 01:03:55 |
| 8    | Romina Ridolfi         | T.D. Rimini                  | 00:18:32 | 00:37:42 | 00:07:45 | 01:03:59 |
| 9    | Maria Pezzarossa       | CUS Parma Medel              | 00:19:07 | 00:37:11 | 00:07:48 | 01:04:06 |
| 10   | Alice Capone           | Jhonny Tri Forhans           | 00:18:57 | 00:37:18 | 00:07:53 | 01:04:08 |
| 11   | Sara Desideri          | Jhonny Tri Forhans           | 00:19:08 | 00:37:10 | 00:07:55 | 01:04:13 |
| 12   | Alexa Giussani         | Atletica Bellinzago          | 00:19:26 | 00:36:51 | 00:07:58 | 01:04:15 |
| 13   | Giorgia Priarone       | Virtus                       | 00:19:25 | 00:36:55 | 00:07:58 | 01:04:18 |
| 14   | Laura Pederzoli        | Fumane Triathlon             | 00:19:27 | 00:36:58 | 00:07:57 | 01:04:22 |
| 15   | Silvia Serafini        | T.D. Rimini                  | 00:19:28 | 00:36:51 | 00:08:04 | 01:04:23 |
| 16   | Nadia Rossi            | T.D. Rimini                  | 00:19:29 | 00:36:40 | 00:08:15 | 01:04:24 |
| 17   | Martina Contorni       | Jhonny Tri Forhans           | 00:18:55 | 00:37:30 | 00:08:05 | 01:04:30 |
| 18   | Maria Cecilia D'Andrea | ARC Busto Arsizio            | 00:19:19 | 00:37:02 | 00:08:17 | 01:04:38 |
| 19   | Daniela Pallaro        | Padova Triathlon             | 00:19:40 | 00:36:54 | 00:08:04 | 01:04:38 |
| 20   | Annalisa Bombelli      | ARC Busto Arsizio            | 00:19:28 | 00:36:55 | 00:08:25 | 01:04:48 |